# Interglossa
Interglossa ist das Ergebnis des Plansprachenprojektes Interglossa, das der englische Zoologe und Schriftsteller Lancelot Hogben 1943 durchführte.
Die Wörter stammen aus der griechischen und lateinischen Sprache, die Aussprache ist regelmäßig und orientiert sich am Italienischen. Dasselbe Wort kann als Verb, Substantiv, Adjektiv oder Präposition verwendet werden. Geschrieben wird mit dem lateinischen Alphabet.
Eine Weiterentwicklung von Interglossa wurde 1981 mit der Plansprache Glosa veröffentlicht.